# 卡洛斯·希门内斯·比利亚雷霍
卡洛斯·希门内斯·比利亚雷霍（西班牙語：Carlos Jiménez Villarejo，1935年6月3日—）是西班牙法学家，政治人物。作为一名左翼民主派法学家，他致力于打击避稅港行为，积极参与课征金融交易税以协助公民组织的反洗钱运动。
他还曾任反腐败事务检察官。他在2014年欧洲议会选举中代表“我們能”党成功当选议员，两年后辞职。

## 外部連結
- 卡洛斯·希门内斯·比利亚雷霍在互联网电影资料库（IMDb）上的資料（英文）